# Kuru-Hills-Nationalpark
Der Kuru-Hills-Nationalpark (englisch Kuru Hills National Park) ist ein Nationalpark im westafrikanischen Sierra Leone. Es umfasst die gleichnamigen Kuru Hills im Norden des Landes. Das Gebiet wurde 1955 als Waldschutzgebiet eingerichtet, trägt aber heute (Stand Juli 2019) den nationalen Status eines Nationalparks.